# GetBackGang
GetBackGang è il sesto mixtape del rapper statunitense Lil Reese, pubblicato il 4 maggio 2018 dall'etichetta discografica RBC Records.

## Tracce
1. Welcome to the Get Back – 0:58
2. Gotta Be – 2:50
3. Get Back – 2:02
4. Get Hit – 2:04
5. Fired – 2:15
6. Ready 4 Real – 2:50
7. Freestyle – 3:09
8. Here – 3:45
9. Prove some – 3:23
10. Outro – 1:09